# Трепча (Гвозд)
Трепча је насељено место у општини Гвозд, на Кордуну, Република Хрватска.

## Историја
Трепча се од распада Југославије до августа 1995. године налазила у Републици Српској Крајини. Многи становници српске националности напустили су село током операције „Олуја“ 1995. године.

## Становништво
Насеље је према попису становништва из 2011. године имало само 5 становника.
| Националност       | 1991.        |
| Срби               | 121 (99,18%) |
| Хрвати             | 0            |
| Југословени        | 0            |
| остали и непознато | 1 (0,81%)    |
| Укупно             | 122          |

### Аустроугарскипопис 1910.
На попису 1910. године насеље Трепча је имало 215 становника, следећег националног састава:
- укупно: 215
- Срби — 215 (100%)